# Parque ecoindustrial
Un parque eco-industrial (PEI) es una parque industrial en el que las empresas cooperan entre sí y con la comunidad local, en un intento de reducir la residuos y la contaminación, comparten de manera eficiente los recursos (tales como la información, materiales, agua, energía, infraestructura y recursos naturales), y ayudan a lograr el desarrollo sostenible, con la intención de aumentar ganancias económicas y la mejora de la calidad ambiental. Un PEI también puede ser planificado, diseñado y construido de tal manera que sea más fácil para las empresas cooperar, y que los resultados de un proyecto sean económicamente más sólidos y para el desarrollador más amigable.
El manual del parque eco-industrial establece que "Un Parque Eco-Industrial es una comunidad de empresas manufactureras y de servicios ubicados en una propiedad común. Los miembros buscan desempeño ambiental, económico y social mejorada mediante la colaboración en la gestión de los problemas ambientales y de recursos".
Con base en los conceptos de la ecología industrial, las estrategias de colaboración no sólo incluyen sinergia de productos, también la logística y las instalaciones, envío y recepción, estacionamiento compartido, bloques de compra de tecnología verde, varios socios de construcción verde, sistemas de energía y centros de educación y de recursos locales. Esta es una aplicación de un enfoque de sistemas, en el que se diseña y los procesos/actividades están integradas para hacer frente a múltiples objetivos.
Los PEI se pueden desarrollar como proyectos verdes, donde la intención eco-industrial está presente en todas las fases de planificación, diseño y construcción del sitio, o desarrollado a través de modernizaciones y nuevas estrategias en desarrollos industriales existentes.

## Ejemplos

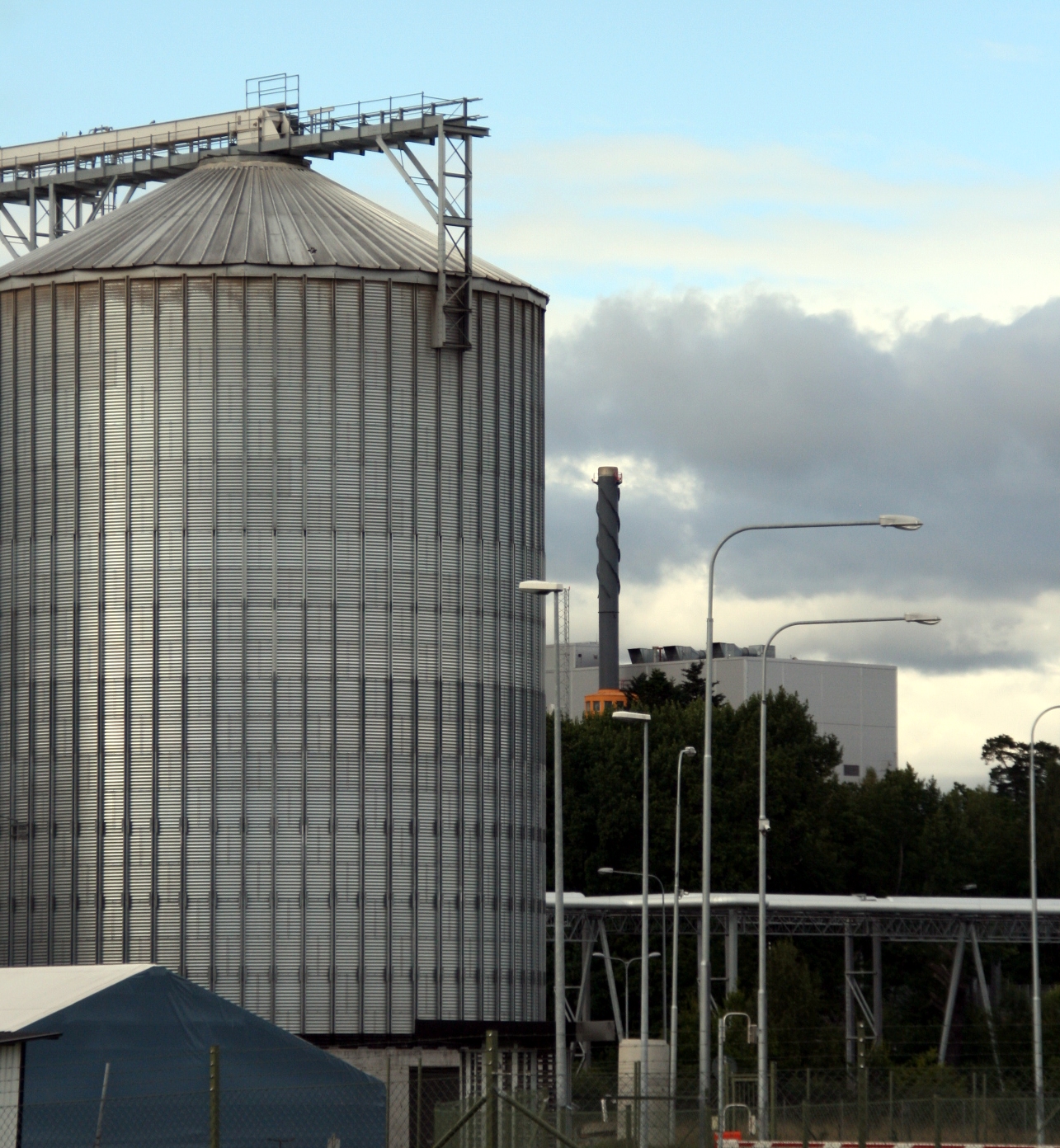
Example of Industrial Symbiosis. Waste steam from a waste incinerator (right) is piped to an ethanol plant (left) where it is used as in input to their production process.

La "Simbiosis industrial" es un concepto relacionado pero limitado en la que las empresas en una región colaboran para utilizar subproductos entre ellos o compartir recursos. En Kalundborg, Denmark una red de simbiosis vincula una Planta térmica de carbón de 1500MW con la comunidad y otras empresas. El calor excedente de esta planta de energía se utiliza para calentar 3.500 hogares, además de una granja de peces cercana, cuyo lodo se vende luego como fertilizante. El vapor de la planta de energía se vende a Novo Nordisk, un fabricante de productos farmacéuticos y de enzima, además de una planta de la marca Statoil. Esta reutilización del calor reduce la contaminación térmica. Además, un subproducto de dióxido de azufre que sirve para lavar la planta de energía contiene yeso, que se vende a un fabricante de paneles de yeso.
La simbiosis industrial en Kalundborg no fue creada como una iniciativa de arriba hacia abajo, sino que evolucionó gradualmente. Como las regulaciones ambientales se hicieron más estrictas, las empresas fueron motivados a reducir el costo del cumplimiento, y convertir sus subproductos en productos económicos.
En Canadá, existen parques eco-industriales en todo el país y han gozado de cierto éxito. El ejemplo más conocido es el Parque Burnside. Con el apoyo del Centro de Ecoeficiencia de la Universidad de Dalhousie, las más de 1.500 empresas han ido mejorando su desempeño ambiental y el desarrollo de asociaciones rentables. Posteriormente, dos desarrollos industriales verdes se han iniciado en Alberta: Eco-Parque Industrial TaigaNova que se encuentra en el corazón de las arenas de Athabasca, mientras que el Parque Eco-Industrial Innovista es una puerta de entrada a las Montañas Rocosas ~ 300 kilómetros al oeste de Edmonton.

## Otros usos
Los parques eco-industriales también hacen referencia a los parques industriales en las que un enfoque "verde" se ha adoptado para la infraestructura y el desarrollo del lugar. Esto puede incluir infraestructura verde relacionada con la gestión de Sistemas de Energía Renovable; pluviales, aguas subterráneas y aguas residuales; superficies de carreteras; y gestión de la demanda de transporte. Las prácticas De construcción Verdes también pueden ser impulsadas.
Los parques eco-industrialesse utilizan a menudo como un estímulo para la diversificación económica en la comunidad o región donde están ubicados. Los inquilinos, como los fabricantes de productos de origen biológico o instalaciones de conversión de residuos en energía, etc., pueden atraer negocios complementarios como proveedores, carroñeros/recicladores, proveedores de servicios, usuarios intermedios y otras empresas que podrían beneficiarse de las eco-estrategias industriales.

## Uso sugerido
Se sugiere que los PEI deben ser utilizados como un medio de crecimiento del sector de la energía renovable. En el caso de una planta de fabricación solar fotovoltaica (PV), un PEI puede aumentar la eficiencia de fabricación para que sea más económico, al tiempo que reduce el impacto ambiental de la producción de las celdas solares, esto ayuda al crecimiento de la industria de la energía renovable y los beneficios ambientales que vienen con la sustitución de los combustibles fósiles.